# تاکاهاشی هیده‌کی
هیده‌کی تاکاهاشی (انگلیسی: Hideki Takahashi؛ زادهٔ ۱۰ فوریهٔ ۱۹۴۴) یک هنرپیشه، و خواننده اهل ژاپن است. وی از سال ۱۹۶۱ میلادی تاکنون مشغول فعالیت بوده‌است.